# Sara Tunes

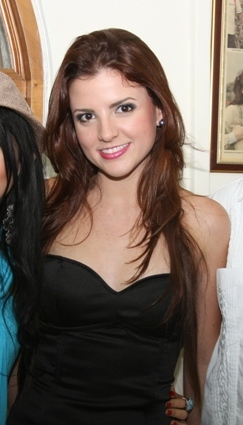
Sara Tunes

Sara Tunes [sa'ra tu'nes] (* 5. Oktober 1989 als Sara Agudelo Restrepo in Medellín, Kolumbien) ist eine kolumbianische Latin-Pop- und Dance-Pop-Sängerin und Songwriterin.

## Leben
Mit 11 Jahren nahm sie mit dem Schulchor ihr erstes Album namens Estrella de la Mañana ("Morgenstern") auf. Dort sang sie als Solistin mit Künstlern wie Juan Fernando Velasco, Andres Cepeda, Alberto Plaza, Fanny Lu und Janeth.  Im Jahr 2010 unterzeichnete sie mit EMI Music Kolumbien einen Vertrag um die Produktion ihres Albums "Butterfly" zu beginnen. Im selben Jahr begann sie eine Medien- und Konzert-Tournee um das Album zu promoten. Mit dem Erfolg ihres Videoclips "Así te amo" (Also ich liebe dich) und mit der Veröffentlichung ihres Albums, begann die Anerkennung als kolumbianische Pop-Queen. Ende des Jahres 2010 wurde sie für die TV-Auszeichnungen FAMA in den Kategorien Best Pop Artist, Best Video of the Year und Best Song nominiert. Zusammen mit dem kolumbianischen DJ "Fainal" bildet sie das DJ-Duo F4ST.

## Diskografie
- 2010: Butterfly